# Alfons IX., leonski kralj
Alfons IX. (15. kolovoza 1171. — 23/24. rujna 1230.) bio je kralj Leona i Galicije od 1188. do svoje smrti.
Alfonsovi su roditelji bili kralj Ferdinand II. Leonski i njegova prva supruga, Uraka Portugalska. Ferdinandov i Urakin brak poništen je.
Alfons je naslijedio oca te je dao modernizirati kraljevstvo, osnovavši sveučilište u Salamanki 1212. godine. Godine 1188., Alfons je sazvao parlament, a bio je i sudionik rekonkviste.
Godine 1191. Alfons se oženio svojom sestričnom Terezijom Portugalskom, kćerju portugalskog kralja Sanča I. i Dulce Aragonske. Brak je poništen nakon pet godina. Ovo su djeca kraljice Terezije i kralja Alfonsa:
- Sanča, leonska nasljednica
- Ferdinand Leonski (umro 1214.)
- Dulce Leonska

Dana 17. studenog 1197., Alfons IX. oženio se svojom rođakinjom Berengarijom Kastiljskom, čiji je otac bio Alfons VIII. Plemeniti. Berengarijin je djed, Sančo III., bio brat Alfonsova oca Ferdinanda. Alfons i Berengarija pripadali su istoj dinastiji te je brak poništen, ali ovo je popis njihove djece:
- Leonora (1198. – 11. studenog 1202.)
- Konstancija (umrla 1242.) — časna sestra
- Ferdinand III., kastiljski kralj[2]
- Alfonso de Molina
- Berengarija Leonska (umrla 1237.)

Alfons i njegova priležnica Inés Íñiguez de Mendoza imali su kćer Uraku. S galicijskom plemkinjom Estefaníjom Pérez de Faiam, Alfons je imao bar jednog sina te je konkubini darovao zemlju. Sa ostalim konkubinama, Alfons je imao još djece, koju je Katolička crkva smatrala nezakonitom.